# Okány
Okány – wieś i gmina w południowo-zachodnich Węgrzech, w komitacie Békés, w powiecie Sarkad.

## Położenie
Miejscowość leży na obszarze tzw. Kraju Zacisańskiego (węg. Tiszántúl), będącego częścią Wielkiej Niziny Węgierskiej. Administracyjnie należy do powiatu Sarkad, wchodzącego w skład komitatu Békés i jest jedną z jego 11 gmin.